# Antonio Coello de Portugal
Antonio Coello de Portugal. (Moguer (Huelva), finales del siglo XVI – La Coruña, 1666). Fiscal de Guatemala, oidor de Santa Fe y de Guadalajara en México, y caballero de la Orden de Santiago.

## Biografía
Nacido en Moguer a finales del XVI, hijo de Antonio Coello de Portugal, nacido en Baena, y de María Velasco de Moguer.
Obtuvo el grado de bachiller en cánones por la Universidad de Osuna y la licenciatura en cánones, el 13 de agosto de 1607, en la Universidad de Sevilla. Posteriormente formó parte del Colegio “Maese Rodrigo” de la Universidad de Sevilla. También ejerció la “cátedra de Instituta” durante un año y medio, compitiendo también por la “cátedra de vísperas de cánones”. Se casó con Francisca de Céspedes de Velasco de Moguer.
El 9 de agosto de 1614 lo nombraron fiscal de la Real Audiencia de Guatemala y titular de la misma el 6 de septiembre.
En 1620 fue suspendido durante 10 años, y restituido a su cargo el 22 de marzo de 1624. Entró en la Orden de Santiago en el año 1625.
Para compensar las injurias sufridas como fiscal en Guatemala, lo nombraron oidor de la Real Audiencia de Santafé de Bogotá el 19 de mayo de 1627, sin embargo antes de su partida de España se le nombró oidor de México. En julio de 1627 fue autorizado para viajar a Nueva España con su mujer y unos cuantos criados. Finalmente, tomó posesión de oidor de la Real Audiencia de Santafé de Bogotá el 31 de diciembre de 1627, sirviendo hasta que fue destituido y enviado a España por el virrey Rodrigo Pacheco y Osorio. Una  vez se aclaró el caso, le nombraron oidor de Guadalajara en 1631 y como compensación, el 8 de agosto de 1634,  Felipe IV dio orden para que le pagaran una ¨ayuda de costa¨ equiparable a 1 año de sueldo.
Falleció en La Coruña en el año 1666.